# Lauseberg (Velsdorf)
Der Lauseberg ist eine 90,5 m ü. NHN hohe Erhebung der Calvörder Berge bei Velsdorf. Er liegt im Gemeindegebiet von Calvörde im sachsen-anhaltischen Landkreis Börde.

## Geographie

### Lage
Der Lauseberg erhebt sich im Nordteil der Calvörder Berge. Er liegt direkt südlich des Dorfs Velsdorf. Nordöstlich befindet sich der Beneberg (77,5 m), südöstlich der Strahlenberg (83,4 m), südsüdöstlich der Lange Berg (106 m), westsüdwestlich der Saalberg (86,7 m) und westnordwestlich der Rosenberg (75,5 m). Vorbei am Berg verläuft nördlich die Kreisstraße 1651 (Velsdorf–Mannhausen) und östlich die K 1138, die nach Süden zur Landesstraße 24 (Calvörde–Wegenstedt) führt; beide Kreisstraßen treffen in Velsdorf aufeinander.

### Naturräumliche Zuordnung
Der Lauseberg gehört in der naturräumlichen Haupteinheitengruppe Weser-Aller-Flachland (Nr. 62), in der Haupteinheit Ostbraunschweigisches Flachland (624) und in der Untereinheit Obisfelder-Calvörder Endmoränenplatten (624.5) zum Naturraum Calvörder Hügelland (624.53).

## Beschreibung und Geschichte
Der zum Teil mit Nadelholz bewachsene Lauseberg wird größtenteils landwirtschaftlich genutzt. Unweit lag einst das Dorf Andorf, welches heute wüst ist.